# James R. Williams

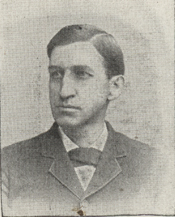
James R. Williams

James Robert Williams (* 27. Dezember 1850 in Carmi, Illinois; † 8. November 1923 in Loma Linda, Kalifornien) war ein US-amerikanischer Politiker. Zwischen 1889 und 1895 sowie nochmals von 1899 bis 1905 vertrat er den Bundesstaat Illinois im US-Repräsentantenhaus.

## Werdegang
James Williams besuchte die öffentlichen Schulen seiner Heimat und studierte danach bis 1875 an der Indiana University in Bloomington. Nach einem anschließenden Jurastudium am Union College of Law in Chicago und seiner 1876 erfolgten Zulassung als Rechtsanwalt begann er in Carmi in diesem Beruf zu arbeiten. Zwischen 1880 und 1882 übte er die Funktion des Master in Chancery aus. Von 1882 bis 1886 war er Bezirksrichter im White County. Gleichzeitig schlug er als Mitglied der Demokratischen Partei eine politische Laufbahn ein.
Nach dem Tod des Abgeordneten Richard W. Townshend wurde Williams bei der fälligen Nachwahl für den 19. Sitz von Illinois als dessen Nachfolger in das US-Repräsentantenhaus in Washington, D.C. gewählt, wo er am 2. Dezember 1889 sein neues Mandat antrat. Nach zwei Wiederwahlen konnte er bis zum 3. März 1895 im Kongress verbleiben. Im Jahr 1898 wurde er im 20. Wahlbezirk seines Staates erneut in den Kongress gewählt, wo er zwischen dem 4. März 1899 und dem 3. März 1905 als Nachfolger von James R. Campbell drei weitere Legislaturperioden absolvieren konnte.
Nach dem Ende seiner Zeit im US-Repräsentantenhaus praktizierte James Williams wieder als Anwalt. Er starb am 8. November 1923 in Loma Linda und wurde in Carmi beigesetzt.